# Venera Terra
La Venera Terra è una struttura geologica della superficie di Plutone.